# Wreckers: Tread & Circuits
Wreckers: Tread & Circuits — ограниченная серия комиксов, которую в 2021—2022 годах издавала компания IDW Publishing.

## Синопсис
«Wreckers» — команда под прикрытием, отправленная с Кибертрона на Велоцитрон, чтобы наблюдать за турниром «Speedia 500».

### Выпуски
| № | Дата выхода     | Предполагаемый объём продаж (первый месяц) |
| - | --------------- | ------------------------------------------ |
| 1 | 13 октября 2021 | 9 100, позиция в Северной Америке — 186    |
| 2 | 10 ноября 2021  | н/д                                        |
| 3 | 8 декабря 2021  | н/д                                        |
| 4 | 12 января 2022  | н/д                                        |

### Сборники
| Название                                     | Собранный материал | Кол-во страниц | Дата выхода | ISBN           |
| -------------------------------------------- | --- | -------------- | ----------- | -------------- |
| Transformers, Volume 5: Horrors Near and Far | - Transformers #31-36 - Transformers Annual 2021 - Transformers Halloween Special 2021 - Wreckers: Tread & Circuits #1-4 | 304            | 24 мая 2022 | 978-1684058839 |

## Отзывы
На сайте Comic Book Roundup серия имеет оценку 8,2 из 10 на основе 3 рецензий. Аарон Клейнман из Comic Watch дал первому выпуску 8,5 балла из 10 и написал, что он «предлагает заманчивую историю и забавное знакомство с персонажами». Второму выпуску он дал оценку 8,1 из 10, а третьему — 7,9 из 10.